# سلیمانیه (کرمانشاه)
سلیمانیه (کرمانشاه)، روستایی از توابع بخش مرکزی شهرستان کرمانشاه در استان کرمانشاه ایران است.

## جمعیت
این روستا در دهستان دورود فرامان قرار دارد و براساس سرشماری مرکز آمار ایران در سال ۱۳۹۵، جمعیت آن ۹۲۱ نفر (۲۶۸ خانوار) بوده‌است. این روستا یکی از پرجمعیت‌ترین روستاهای دهستان دورود فرامان می‌باشد. مردم این روستا به زبان لکی صحبت می‌کنند.مردم این روستا اکثرا به کار کشاورزی و دامپروری و ترابری مشغول هستند.